# The Beautiful Sinner
The Beautiful Sinner is een Amerikaanse misdaadfilm uit 1924 onder regie van W.S. Van Dyke. Destijds werd de film in Nederland uitgebracht onder de titel De dievenbende van San Francisco.

## Verhaal
Bill Parsons van de geheime dienst doet een beroep op de criminoloog Henry Avery om de bende van Benson te vangen. Avery stuurt zijn assistent Blinky op onderzoek uit in de havenbuurt, terwijl hij zelf een receptie bijwoont in de woning van mevrouw Westervelt. Daar maakt Avery kennis met Alice Carter, die hij kan identificeren als bendelid. Hij slaagt er ook in om de buit van de bende te bemachtigen. Hij wordt gevangengenomen, maar zijn assistent kan hem bijtijds bevrijden om de overval op de woning van mevrouw Westervelt te verijdelen. Na een spannende achtervolging rijdt Benson over een klif. Alice blijkt de dochter te zijn van Parsons, die in de bende was geïnfiltreerd.

## Rolverdeling
| Acteur            | Personage          |
| ----------------- | ------------------ |
| William Fairbanks | Henry Avery        |
| Eva Novak         | Alice Carter       |
| George Nichols    | Benson             |
| Kate Lester       | Mevrouw Westervelt |
| Carmen Phillips   | Carmen De Santas   |
| Edward W. Borman  | Blinky             |
| Carl Stockdale    | Bill Parsons       |